# 阿尔玛·穆里尔
阿尔玛·穆里尔（西班牙語：Alma Muriel，1951年10月20日—2014年1月5日），是一个墨西哥演员，她通常在电视节目中扮演反面人物。
1951年10月20日，穆里尔出生于墨西哥城。她经常和华金·科尔德罗搭档。
2014年1月，她因为心脏病去世于金塔纳罗奥州普拉亚德尔卡曼的公寓中，享年62岁。